# Prins Hendrikplantsoen

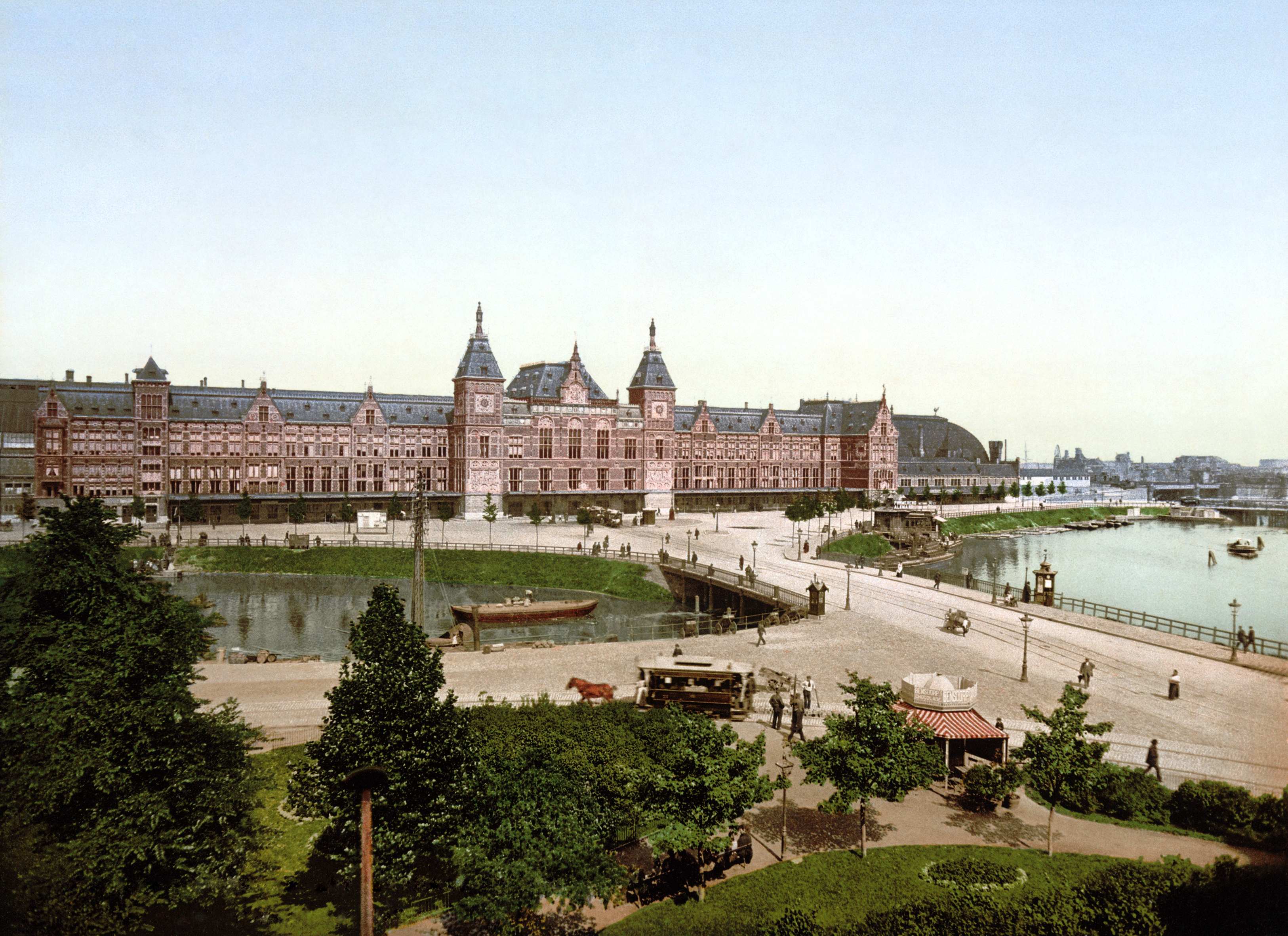
Het Prins Hendrikplantsoen met erachter het Open Havenfront en het Centraal Station tussen 1890 en 1905.

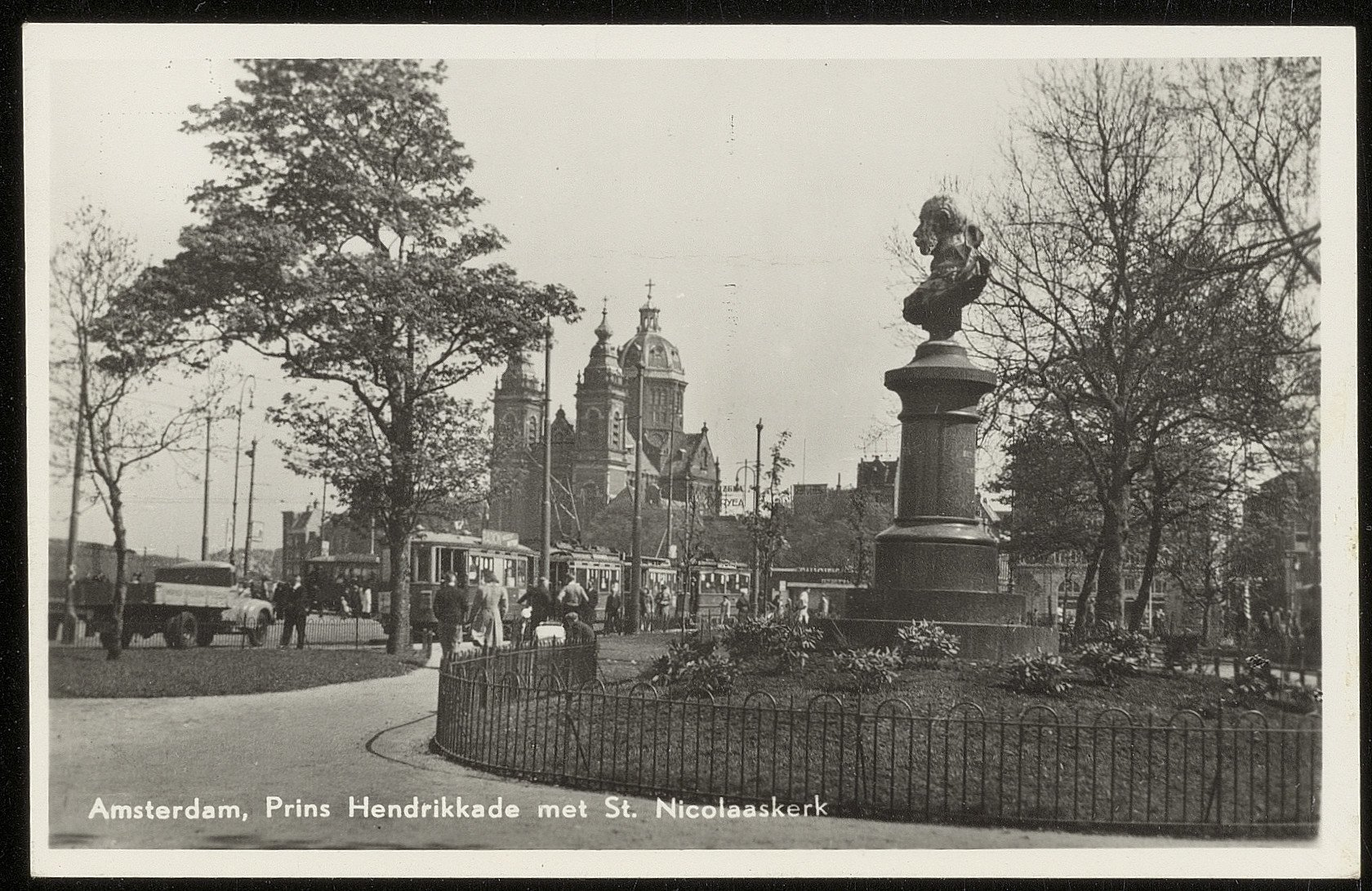
Prins Hendrikplantsoen met op de voorgrond het borstbeeld van Prins Hendrik en in de verte de Sint Nicolaaskerk; circa 1940.

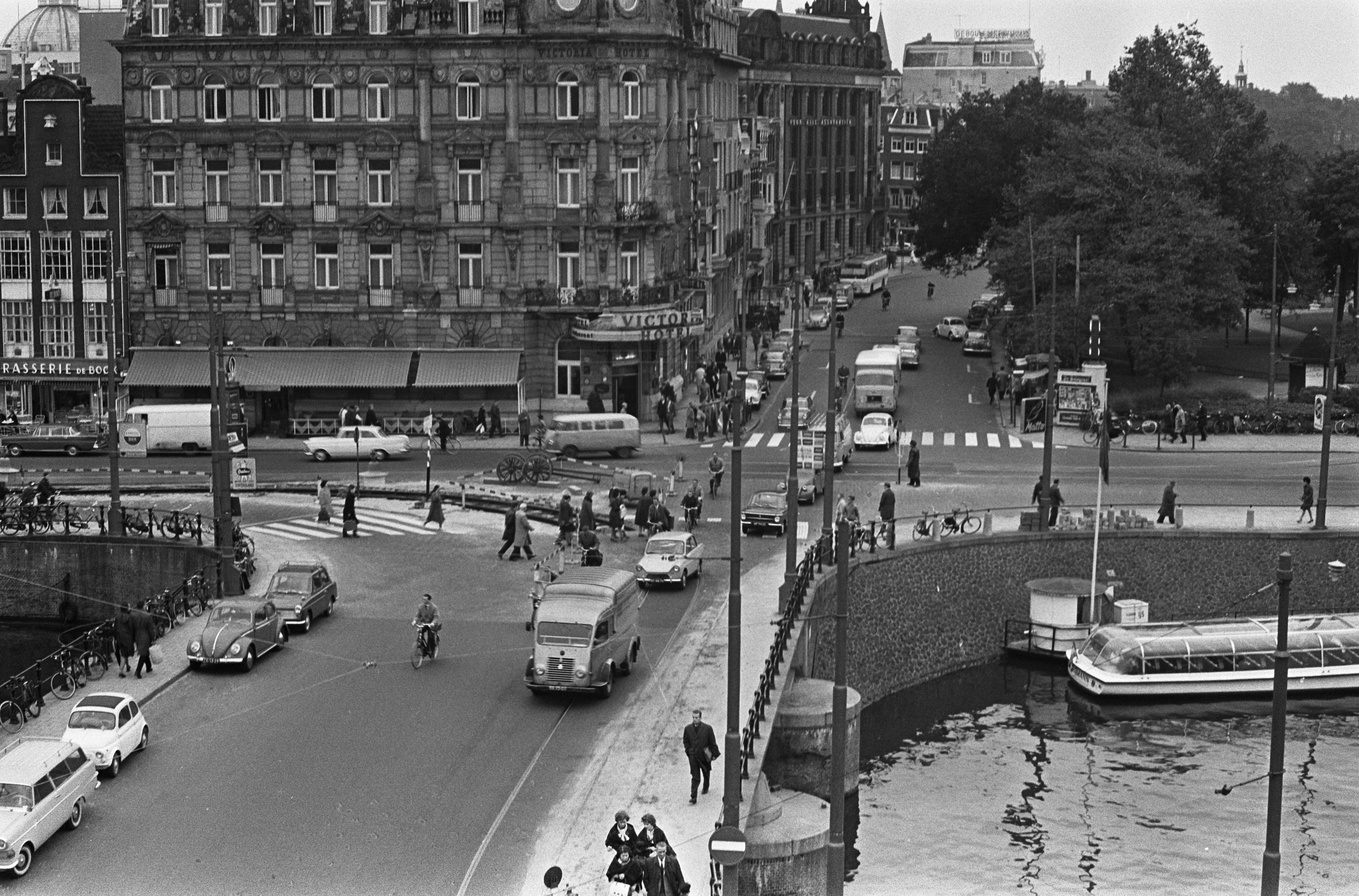
Prins Hendrikplantsoen rechts nog met begroeing in 1963

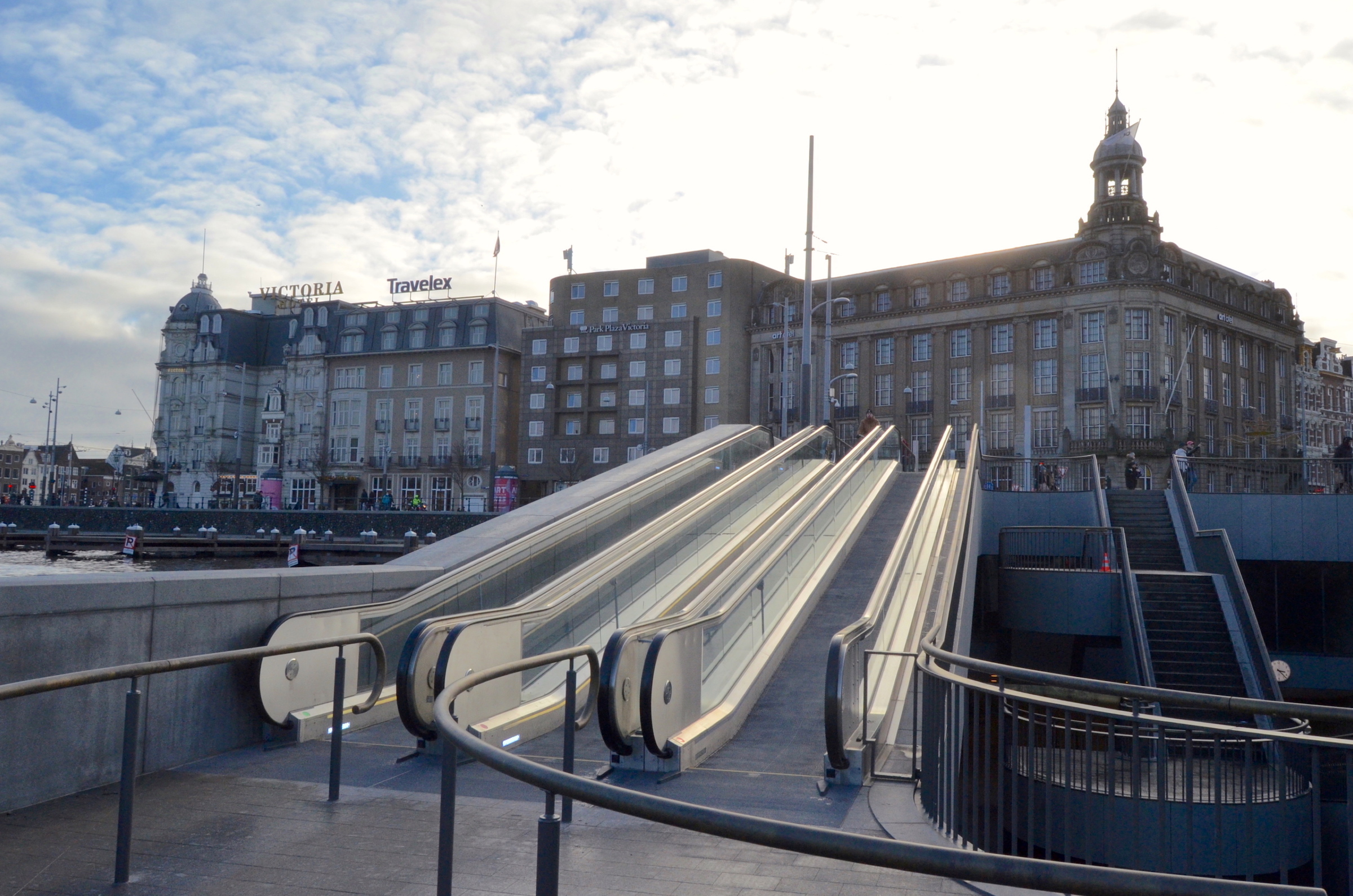
Fietsenstalling bij Station Amsterdam Centraal; entree vanaf de Prins Hendrikkade. Hier lag vroeger het Prins Hendrikplantsoen.

Het Prins Hendrikplantsoen is een voormalig klein plantsoen in het centrum van Amsterdam, tegenover Station Amsterdam Centraal, dat tot 22 juli 2018 dienst deed als busstation, en nadien grotendeels ingenomen is door het Open Havenfront en de fietsenstalling eronder. Het Prins Hendrikplantsoen was gelegen tussen de Prins Hendrikkade tegenover het Victoria Hotel en het Open Havenfront.
Het plantsoen werd vernoemd naar Hendrik van Oranje-Nassau. Zijn borstbeeld stond tot 1979 in het plantsoen maar werd toen verplaatst naar een locatie tegenover het Scheepvaarthuis aan de Prins Hendrikkade.
Het plantsoen werd in 1883 aangelegd, gelijk met de bouw van het Centraal Station. Naast grasveld bestond de vegetatie uit linden, esdoorns, iepen en platanen en was omgeven door een hekwerk. Ook bevonden zich in het plantsoen een aantal bankjes en stonden er een tweetal peperbussen. In het voorjaar en de zomer bloeiden er volop bloembollen.
In de jaren zestig werd een deel van het plantsoen in gebruik genomen als busstation voor Maarse en Kroon, onder meer voor de lijnen naar Schiphol. Ook was er een speciaal tramspoor waarop wachtwagens werden opgesteld. Vanaf 1973 werden de bussen van Maarse en Kroon vervangen door bussen van Centraal Nederland, in 1994 door de NZH en sinds 1999 door Connexxion. In de jaren tachtig werd het busstation verder uitgebreid en veranderd en bleef er een miniplantsoentje over. Het plantsoen werd volop gebruikt voor het stallen van fietsen, alhoewel dat niet was toegestaan, waarvoor vooral de oude plataan werd gebruikt. Deze verdween echter in 2006, evenals het eethuisje en de peperbussen. In 2008 werd het busstation weer heringericht en verdween al het groen, zodat er geen plantsoen meer over was en er slechts een asfaltvlakte restte.
Het plantsoen moest geheel verdwijnen om ruimte te maken voor bushaltes die van het Stationseiland moesten verdwijnen door de aanleg van de Noord-Zuidlijn. Het (voormalige) Prins Hendrikplantsoen bood tot 22 juli 2018 ruimte aan de GVB-buslijnen 18, 21, 22 en de Connexxion-lijnen 347/N47, 357/N57, N92, N94 en N97. Ook vertrok hier van 1991 tot 2005 in de zomermaanden Touristtram-lijn 20. Verder was er ruimte voor toerbussen, waaronder de dubbeldeks Hop on, hop off-bussen. Tot 2010 vertrok hier ook de Opstapper. Ook op 22 juli 2018 verdween het autoverkeer op de Prins Hendrikkade.
Na de verhuizing van de bussen naar het busstation IJzijde zou het plantsoen worden afgegraven en ruimte bieden als nieuwe ligplaats voor de rondvaartboten. Door de gewijzigde plannen hoefde er op deze plek ook geen tijdelijk tramstation te komen en kon het hele gebied rondom het Stationsplein in december 2022 gereed zijn. Het plantsoen werd afgesloten en veranderde in een bouwterrein waarbij het voormalige plantsoen werd afgegraven en de tramsporen zijn verlegd, dichter bij de huizen van de Prins Hendrikkade. Na het afgraven werd het Open Havenfront aan de zuidkant verbreed. Er kwamen ook nieuwe steigers voor de rondvaartboten.

## Fietsenstalling
Onder de noemer 'De Entree' is er tussen 2018 en 2023 onder het westelijke deel van het Open Havenfront Fietsenstalling Stationsplein gebouwd voor circa 7.000 fietsen. De entree is in het verlengde van de Martelaarsgracht, naast de Westelijke Toegangsbrug. De kosten van het hele project zijn begroot op 90 miljoen euro.
De nieuwe stalling is mede bedoeld als vervanging van de Fietsflat, die sinds 2001 aan de westkant van het Stationsplein staat, boven het water van het Open Havenfront. Het is nog niet bekend wat er met de fietsflat gaat gebeuren.